# NGC 3208
NGC 3207 is een balkspiraalstelsel in het sterrenbeeld Waterslang. Het hemelobject werd in 1886 ontdekt door de Amerikaanse astronoom Ormond Stone.

## Synoniemen
- ESO 500-25
- MCG -4-25-3
- AM 1017-253
- IRAS10173-2533
- PGC 30180